# Schizonycha bicolorata
Schizonycha bicolorata är en skalbaggsart som beskrevs av Moser 1917. Schizonycha bicolorata ingår i släktet Schizonycha och familjen Melolonthidae. Inga underarter finns listade i Catalogue of Life.